# لاکهید پی-۳ اوریون
لاکهید پی-۳ اورایـِن هواپیمای گشت دریایی و ضد زیردریایی چهارموتوره توربوپراپ، ساخت شرکت لاکهید آمریکا است که توسط نیروی دریایی بسیاری از کشورهای جهان استفاده می‌شود. از سال ۱۹۶۲ تاکنون از این هواپیما به‌عنوان هواگرد گشت دریایی، هواپیمای اکتشافی، هواپیمای جنگی ضد کشتی، و هواپیمای جنگی ضد زیردریایی استفاده می‌شود.
پی-۳ از موفق‌ترین هواپیماهای نسل خود و از معدود هواپیماهای جنگی است که در کشور سازنده خود (آمریکا) پنجاه سال سابقه فعالیت مستمر داشته‌اند. در سال ۲۰۱۰ حدود ۱۳۰ فروند از این هواپیما در نیروی دریایی آمریکا فعال بوده و تعدادی نیز در انبار ذخیره شده‌است. بر اساس برنامه نیروی دریایی در نهایت این هواپیماها با بوئینگ پی-۸ پوسایدون جایگزین خواهند شد.

## ویژگی‌ها

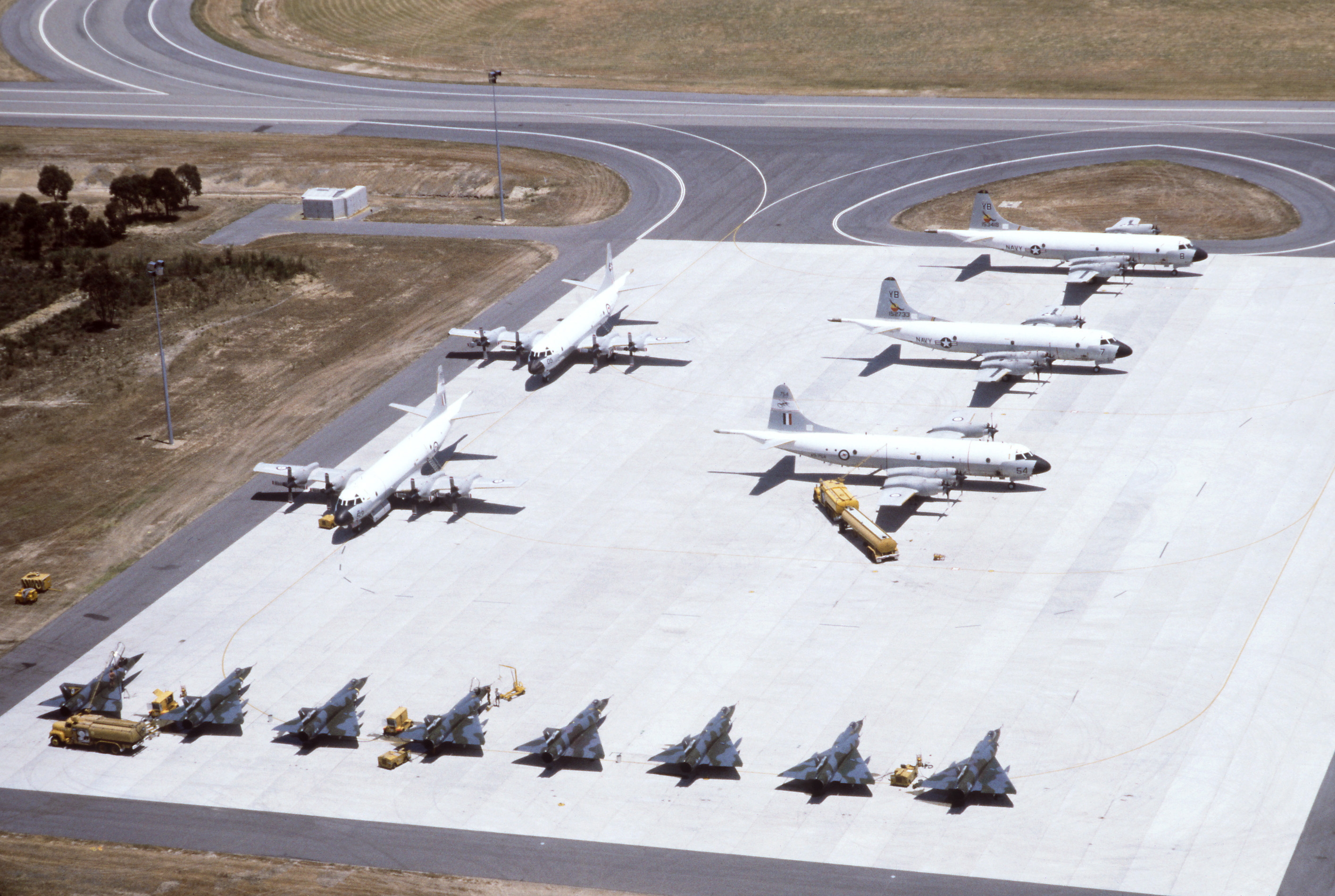
هواپیماهای پی-۳ نیروی هوایی نیوزیلند و استرالیا و نیروی دریایی آمریکا در کنار داسو میراژ ۳ نیروی هوایی بریتانیا

داده‌ها از Jane's All the World's Aircraft 1994-95, Specifications: P-3,
ویژگی‌های عمومی
- خدمه: ۱۱
- طول: ۱۱۶ فوت ۱۰ اینچ (۳۵٫۶۱ متر)
- پهنای بال: ۹۹ فوت ۸ اینچ (۳۰٫۳۸ متر)
- ارتفاع: ۳۳ فوت ۸٫۵ اینچ (۱۰٫۲۷۴ متر)
- مساحت بال‌ها: ۱٬۳۰۰٫۰ فوت مربع (۱۲۰٫۷۷ متر مربع)
- نسبت اندازه: ۷٫۵
- ایرفویل: root: ایرفویل ناکا ۰۰۱۴; tip: ایرفویل ناکا ۰۰۱۲[۶]
- وزن خالی: ۶۱٬۴۹۱ پوند (۲۷٬۸۹۲ کیلوگرم) * وزن بدون سوخت: ۷۷٬۲۰۰ پوند (۳۵٬۰۱۷ کیلوگرم)
- بیشترین وزن برخاست: ۱۳۵٬۰۰۰ پوند (۶۱٬۲۳۵ کیلوگرم) MTOW normal

۱۴۲٬۰۰۰ پوند (۶۴٬۴۱۰ کیلوگرم) حداکثر مجاز
- حداکثر وزن برای فرود: (MLW) ۱۰۳٬۸۸۰ پوند (۴۷٬۱۱۹ کیلوگرم)
- ظرفیت سوخت: ۹٬۲۰۰ گالون آمریکایی (۷٬۷۰۰ گالون بریتانیایی؛ ۳۵٬۰۰۰ لیتر) سوخت قابل استفاده در ۵ مخزن سوخت در بال‌ها و بدنه؛ (۶۲٬۵۰۰ پوند (۲۸٬۳۵۰ کیلوگرم) حداکثر میزان سوخت) ۱۱۱ گالون آمریکایی (۹۲ گالون بریتانیایی؛ ۴۲۰ لیتر) روغن قابل استفاده در ۴ مخزن
- پیشرانه:  عدد توربوپراپ موتور الیسن تی۵۶-ای۱۴, ۴٬۹۱۰ اسب بخار کوتاه (۳٬۶۶۰ کیلووات)
- ملخ‌ها: چهارملخه همیلتون استاندارد مدل 54H60-77، قطر  ۱۳ فوت ۶ اینچ (۴٫۱۱ متر) constant-speed fully-feathering reversible propellers

عملکرد
- حداکثر سرعت: ۴۱۱ گره (۴۷۳ مایل بر ساعت، ۷۶۱ کیلومتر بر ساعت) در ۱۵٬۰۰۰ فوت (۴٬۵۷۲ متر) و ۱۰۵٬۰۰۰ پوند (۴۷٬۶۲۷ کیلوگرم)
- سرعت کروز: ۳۲۸ گره (۳۷۷ مایل بر ساعت، ۶۰۷ کیلومتر بر ساعت) در ۲۵٬۰۰۰ فوت (۷٬۶۲۰ متر) و ۱۱۰٬۰۰۰ پوند (۴۹٬۸۹۵ کیلوگرم)
- سرعت گشت‌زنی : ۲۰۶ گره (۲۳۷ مایل بر ساعت؛ ۳۸۲ کیلومتر بر ساعت) در ۱٬۵۰۰ فوت (۴۵۷ متر) و ۱۱۰٬۰۰۰ پوند (۴۹٬۸۹۵ کیلوگرم)
- سرعت واماندگی: ۱۳۳ گره (۱۵۳ مایل بر ساعت، ۲۴۶ کیلومتر بر ساعت) flaps up

۱۱۲ گره (۱۲۹ مایل بر ساعت؛ ۲۰۷ کیلومتر بر ساعت) flaps down
- بُرد رزمی: ۱٬۳۴۵ مایل دریایی (۱٬۵۴۸ مایل، ۲٬۴۹۱ کیلومتر) (3 hours on station at ۱٬۵۰۰ فوت (۴۵۷ متر))
- بُرد معبر: ۴٬۸۳۰ مایل دریایی (۵٬۵۶۰ مایل، ۸٬۹۵۰ کیلومتر)
- مداومت پروازی: 17 hours 12 minutes at ۱۵٬۰۰۰ فوت (۴٬۵۷۲ متر) on two engines

12 hours 20 minutes at ۱۵٬۰۰۰ فوت (۴٬۵۷۲ متر) on four engines
- حداکثر ارتفاع: ۲۸٬۳۰۰ فوت (۸٬۶۰۰ متر) ::::۱۹٬۰۰۰ فوت (۵٬۷۹۱ متر) one engine inoperative (OEI)
- نرخ صعود: ۱٬۹۵۰ فوت بر دقیقه (۹٫۹ متر بر ثانیه)
- زمان اوج‌گیری: ۲۵٬۰۰۰ فوت (۷٬۶۲۰ متر) در ۳۰ دقیقه
- بارگیری بال: ۱۰۳٫۸ پوند بر فوت مربع (۵۰۷ کیلوگرم بر متر مربع)
- توان به وزن|توان/جرم: ۰٫۱۴۵۵ horsepower per pound (۰٫۲۳۹۲ kilowatts per kilogram) (equivalent)
- Take-off run: ۴٬۲۴۰ فوت (۱٬۲۹۲ متر)
- Take-off distance to ۵۰ فوت (۱۵ متر): ۵٬۴۹۰ فوت (۱٬۶۷۳ متر)
- Landing distance from ۵۰ فوت (۱۵ متر): ۲٬۷۷۰ فوت (۸۴۴ متر)

تسلیحات

- آویزگاه‌های حمل سلاح: 10 wing stations in total (3x on each wing and 2x on each wing root) and eight internal bomb bay stations با ظرفیت ۲۰٬۰۰۰ پوند (۹٬۱۰۰ کیلوگرم)[۱]، با قابلیت حمل ترکیبی از:
  - راکت‌ها: None
  - موشک‌ها: *** موشک هوابه‌سطح:۴×ای‌جی‌ام-۶۵ ماوریک، ۶×موشک هارپون، ۴×ای‌جی‌ام ۸۴ ([۱]

### جنگ‌افزارها
پی -۳ اوراین یک جایگاه داخلی بمب در زیر بدنه جلویی هواپیما دارد که معمولاً اژدر مارک ۵۰، اژدر مارک ۴۶، و همچنین جنگ‌افزارهای خاص هسته‌ای روی آن نصب می‌شود. جایگاه‌های دیگر زیر بال، جنگ‌افزارهای دیگری نظیر ای‌جی‌ام-۸۴ هارپون، ای‌جی‌ام-۸۴ ای اس‌ال‌ای‌ام، ای‌جی‌ام-۸۴اچ/کی اس‌ال‌ای‌ام-ئی‌آر، ای‌جی‌ام-۶۵ ماوریک، راکت زونی ۱۲۷ میلیمتری و دیگر انواع موشک‌ها، مین دریایی، و بمب‌های گرانشی را در خود جای می‌دهند.

### خدمه
تعداد خدمه در هواپیمای پی-۳ اوراین بسته به مأموریت پرواز، و کشوری که از هواپیما استفاده می‌کند دارد. در کشور ایالات متحده تعداد خدمه این هواپیما به ۱۲ نفر می‌رسد
- فرمانده هواپیمای گشتی (PPC)
- خلبان دوم هواپیمای گشتی (PP2P)
- خلبان سوم هواپیمای گشتی (PP3P)۲
- یک نفر افسر هماهنگ‌کننده نیروی دریایی
- مسئول هماهنگ‌کننده تاکتیکی هواپیمای گشتی (PPTC یا TACCO)
- مسئول ارتباطات هواپیمای گشتی comm operator
- یک نفر مهندس پرواز
- یک نفر مسول جهت‌یابی یا ناوبر
- مسئول رادار MAD/EWO (SS-3)
- یک نفر مسئول صوتی (SS-1 و SS-2)
- یک نفر تکنسین پرواز (IFT)
- یک نفر مسئول مهمات پرواز (مسئول مهمات پرواز یا ORD هم‌اکنون در خدمه نیروی دریایی آمریکا استفاده نمی‌شود. این مسئولیت هم‌اکنون به IFT واگذار شده‌است)

## به‌کارگیرندگان

کاربران نظامی کنونی پی-۳

آرژانتین
 آلمان
 اسپانیا
 استرالیا
 ایالات متحده آمریکا
 ایران
 برزیل
 پاکستان
 پرتغال
 تایلند
 تایوان
 ژاپن
 شیلی
 کره جنوبی
 نروژ
 نیوزیلند
 یونان

### به‌کارگیرندگان پیشین
هلند
تایلند

### به‌کارگیرندگان غیرنظامی
ایالات متحده آمریکا